# Weltföderalisten
Der Begriff Weltföderalisten bezeichnet Menschen, die sich für eine nach föderalistischen Prinzipien organisierte Ordnung der Gesellschaft einsetzen sowie deren internationale Organisation (englisch World Federalist Movement, WFM).

## Weltföderalismus
Basierend auf den Erfahrungen des Zweiten Weltkriegs geht der Weltföderalismus davon aus, dass weltweit verstandene Aufgaben wie Frieden, Sicherheit, Abrüstung, Wohlstand oder die Bewahrung der natürlichen Lebensgrundlagen der Erde nur durch rechtsstaatliche Institutionen auf Weltebene bewältigt werden können. Während Weltbürger eine Weltregierung anstreben, wollen Weltföderalisten die Nationalstaaten nicht vollständig abschaffen, sondern ihre Kompetenzen zugunsten des Allgemeinwohls aller Menschen einschränken.
Laut Edmond Privat besteht der Grundgedanke des Weltföderalismus darin, dass die Staaten der Erde bei wichtigen internationalen Problemen zugunsten globaler Institutionen auf ihre absolute Souveränität verzichten.

### Ziele
In der 1991 in Tróia verabschiedeten „Verfassung für die Weltföderation“ („A Constitution for the Federation of Earth“) werden die folgenden Ziele einer Weltföderation genannt:
- die Verhinderung von Krieg sowie die Sicherung der Abrüstung
- der Schutz der allgemeinen Menschenrechte, einschließlich des Lebens, der Freiheit, der Sicherheit, der Demokratie und der Chancengleichheit
- die Ermöglichung einer gerechten wirtschaftlichen und sozialen Entwicklung für alle Menschen der Erde
- die Regelung des Welthandels, der Kommunikationseinrichtungen, des Verkehrswesens, der Währung, der Standardisierung, der Nutzung der Weltrohstoffreserven und anderer weltweiter und internationaler Vorgänge
- der Schutz der Umwelt und die Kontrolle technischer Neuerungen, deren Wirkungen die nationalen Grenzen überschreiten
- die Lösung von Problemen, die die Kapazität nationaler Regierungen überschreiten, oder die heute oder vielleicht in Zukunft von weltweitem oder internationalem Belang oder entsprechender Konsequenz sind.

### Kritik
Kritiker dieser Idee meinen hingegen, dass global einheitliche Regelungen den Wettbewerb zwischen den Staaten untergrüben, sodass es beispielsweise keine Fluchtmöglichkeiten für diejenigen mehr gebe, die mit bestimmten Regelungen nicht einverstanden seien. Einige Beispiele für in verschiedenen Staaten stark unterschiedlich entschiedene Fragestellungen sind: Das Recht für jedermann, Waffen zu tragen; das Recht, für einen Schwangerschaftsabbruch nicht verfolgt zu werden; das Recht, ohne Verfolgung homosexuell zu leben; das Wirtschaftssystem; das politische System. Wären solch kontroverse Fragestellungen weltweit einheitlich geregelt, käme auch eine mögliche Auswanderung nicht mehr in Betracht. Insofern sei ein Verlust des Wettbewerbs zwischen den Staaten ein Einschnitt in die individuelle Freiheit, der umso gravierender werde, je größer die Anzahl und Tragweite der kontrovers entscheidbaren Fragestellungen sei.
Diese Kritikpunkte setzen an Punkten an, die der Weltföderalismus gar nicht vertritt und gehen insofern ins Leere: Im Rahmen von Subsidiarität und Föderalismus sollen eben nur solche Probleme global geregelt und regiert werden, die ihrer Natur nach effektiv nur global geregelt werden können. Dies sind z. B. Abrüstung, Nicht-Verbreitung von Massenvernichtungswaffen oder Kontrolle der CO2-Ausstöße, nicht jedoch der angeführte Schwangerschaftsabbruch. Entgegnet wird weiterhin, dass die vorgebrachte Kritik einer fehlenden Fluchtmöglichkeit auch auf die Forderung der Gegner eines Weltföderalismus zutrifft, wonach uneingeschränkter Wettbewerb zwischen den Staaten sicherzustellen sei.
Dem Konzept der Weltföderation kann ferner entgegengehalten werden, dass es bei der Schaffung von inner- und übernationalen Organisationen niemals dazu käme, dass man sich dabei einigt, worüber man sich künftig nicht einigen darf und nicht wird (siehe Vertrag über eine Verfassung für Europa) – weswegen es dann nur eine Frage der Zeit wäre, bis aus einer Weltföderation eine De-facto-Weltregierung würde.

## World Federalist Movement
Die 1947 gegründete World Federalist Movement ist eine internationale nichtstaatliche Organisation mit beratendem Status beim Wirtschafts- und Sozialrat der Vereinten Nationen. Die WFM versucht durch Lobbyarbeit, Studien und Basisaktivitäten vor Ort auf globale Entwicklungsprozesse Einfluss zu nehmen. Ihr Ziel ist es dabei, dass Demokratie, Rechtsstaatlichkeit, Föderalismus und Menschenrechte das Fundament der werdenden weltstaatlichen Ordnung bilden. Im Mittelpunkt der Bemühungen steht dabei eine Reform der Vereinten Nationen und eine Weiterentwicklung des Völkerrechts.
Die WFM koordiniert seit 1995 die Coalition for the International Criminal Court, einen Zusammenschluss von über 2.500 nichtstaatlichen Organisationen weltweit, der zusammen mit progressiven Regierungen wesentlich an der Durchsetzung des Internationalen Strafgerichtshofs beteiligt war. Zu ihren Projekten gehört auch die Einrichtung einer parlamentarischen Versammlung bei den Vereinten Nationen als Zwischenschritt zu einem Weltparlament.
Die WFM hat über 20 nationale Mitgliedsorganisationen und zahlreiche assoziierte Mitgliedsorganisationen, darunter die Union der Europäischen Föderalisten.

## Andere Organisationen

### Deutschland
Weltföderalistische Ideen wurden in Deutschland im frühen 20. Jahrhundert u. a. von der Deutschen Friedensgesellschaft, dem Bund Neues Vaterland und der Liga für Menschenrechte vertreten. Der erste deutsche Verein der Weltföderalisten sind die „Weltföderalisten Deutschlands e. V.“ Er wurde 1949 als „Vereinigung zur Förderung des Weltbürgertums e. V.“ in Hamburg gegründet, hat 1970 den heutigen Namen angenommen und wurde 1971 als deutscher Zweig in die WFM aufgenommen. Später ging die Zugehörigkeit zur WFM verloren. 2005 wurde die Wiederaufnahme in die WFM beantragt, aber vom WFM Council abgelehnt. Das 2003 gegründete Komitee für eine demokratische UNO bündelte weltföderalistische Aktivitäten in Deutschland. Es wurde 2005 vom WFM Council als assoziierte Organisation anerkannt. Mittlerweile firmiert die Organisation unter dem Namen Demokratie ohne Grenzen Deutschland.
Außerdem gibt es einige weitere Vereine in Deutschland, die ähnliche Ziele verfolgen. Dazu gehören die „Weltbürgervereinigung e. V.“ mit Sitz in Oldenburg, die „Association of World Citizens Deutschland e. V.“ mit Sitz in Überlingen, der „Equilibrismus e. V.“ mit Sitz in München und die „Eine-Welt-Partei e. V.“  mit Sitz in Wiesbaden.

### Schweiz
Der wichtigste Meilenstein war 1947 die Gründung des Weltbundes (World Federalist Movement) in Montreux. In der Folge verbreiteten sich die Ideen des Weltföderalismus und führten 1960 zur Gründung des Vereins Weltföderalisten Schweiz, welcher auch Mitglied im Weltbund ist.
Seit ihrer Gründung haben die Weltföderalisten Schweiz den Beitritt der Schweiz zur UNO gefordert und gehören zu der Trägerschaft der vom Volk am 3. März 2002 angenommenen Volksinitiative.
Seit 2018 firmiert die Organisation unter dem Namen Demokratie ohne Grenzen Schweiz.

## Prominente Weltföderalisten
- Albert Einstein[12][13][14]
- Thor Heyerdahl
- Thomas Mann[15][16]
- Yehudi Menuhin
- Sir Peter Ustinov[17][18]
- Herbert George Wells[19][20]